# Prosper Mimart
Prosper Mimart   (París, 8 d'agost de 1859 - Dieppe, 12 de gener de 1929) va ser un clarinetista i professor musical francès.

## Biografia
Nascut a la família d'Auguste Paul Mimart, clarinetista que es va graduar al Conservatori de París l'any 1850 amb un primer premi, Prosper Mimart també hi va estudiar a la classe de Cyrille Rose i va guanyar el seu primer premi el 1878. Va tocar per primera vegada a l'orquestra Pasdeloup, després a l'orquestra Lamoureux, a l'Opéra-comique del 1892 al 1897, finalment, solista del 1896 al 1913 a l'Orchestre de la Société des concerts du Conservatoire de Paris on fins al 1914 ocupà diferents càrrecs administratius.
De 1905 a 1923, Mimart va ensenyar al Conservatori de París. Entre els seus alumnes hi ha François Étienne, Daniel Bonade i molts altres clarinetistes. Mimart va escriure material didàctic: un mètode per al clarinet i diversos estudis. Va escriure l'article de referència sobre el clarinet a l'Encyclopédie de la Musique et Dictionnaire du Conservatoire dirigida per Lavignac.

A ell li dedicà la primera rapsòdia (1910) de Debussy: à P. Mimart, en testimoniy de sympathy, encarregada al concurs del conservatori, i va estrenar l'obra l'any 1911.
| « | <Diumenge, llàstima, escoltaré la Rapsòdia per a clarinet en si bemoll onze vegades; T'ho diré si encara sóc viu. | » |

— Debussy confiant al seu editor Jacques Durand (8 de juliol de 1910)
| « | <El concurs de clarinet va ser extremadament brillant i, a jutjar per l'aspecte dels meus companys, el Rhapsody va ser un èxit! (sobre aquest tema, gràcies pel destí que voleu fer a la peça a desxifrar). Un dels competidors: Vandercruyssen, el va tocar de memòria i com a gran músic. Els altres eren nets i mediocres.> | » |

— Carta de Debussy al seu editor Jacques Durand (15 de juliol de 1910)
També és el dedicat de Fantaisie (1911, peça composta per al concurs del conservatori) del flautista Philippe Gaubert, Lamento et Tarentelle (1923) de Gabriel Grovlez.
Mimart va actuar sovint com a solista i músic de cambra. Així, l'any 1893 va interpretar amb èxit el Trio de Vincent d'Indy amb la participació de l'autor i el Quintet per a clarinet i corda, op. 115 de Brahms, acompanyat del quartet de corda Géloso, L'any 1895, va fer reviure a París la Societat de Música de Cambra per a Instruments de Vent, antigament fundada per Paul Taffanel. Se sap que com a part d'aquest conjunt l'any 1909, Mimart va participar en una interpretació del Septet op. 207 de Beethoven. L'entreteniment per a instruments de vent Chanson et danses, op.50, de Vincent d'Indy va ser un encàrrec de Prosper Mimart, estrenat el 7 de març de 1899, per a aquest conjunt.
També tocava el clarinet petit.
El germà petit de Prosper Mimart, Paul, va tocar el clarinet baix amb l'Orquestra Simfònica de Boston de 1920 a 1939.

## Escrits
- Famós mètode de clarinet complet (Boehm i sistemes ordinaris) il·lustrat amb vinyetes, completament revisat i augmentat en unes quaranta pàgines que contenen textos, escales i exercicis nous i originals de P. Mimart (1907)
- Mètode elemental del clarinet (1911)
- Nou mètode teòric i pràctic del clarinet (1911)
- Ensenyament del clarinet. Vint estudis per a clarinet. Obra adoptada pel Conservatori Nacional de Música de París (1927)
- Albert Lavignac (fundador) i Lionel de La Laurencie (dir.), Enciclopèdia de Música i Diccionari del Conservatori: Segona part, Tècnica, estètica, pedagogia. Tècnica instrumental, vol. III, París, Librairie Delagrave, 1927, 731 p. (llegiu en línia [arxiu]), pàg. 1545-1555. "El clarinet, de M. Mimart"
  - p.1545: Origen i evolució de l'instrument
  - p.1548: Tocant el clarinet - Principals virtuosos
  - p.1555: Consells d'execució

## Arranjaments
- Samson et Dalila, de Saint-Saens, fantaisie pour clarinette et piano par Mimart (1908)